# Rainer Albert
Rainer Albert (* 4. Juli 1949 in Ludwigshafen am Rhein) ist ein deutscher Lehrer und Numismatiker.

## Leben und Wirken
Rainer Albert studierte Geschichte und Germanistik. Er wurde 1980 an der Universität Mannheim mit der Arbeit Das Bild des Augustus auf den frühen Reichsprägungen. Studien zur Vergöttlichung des ersten Prinzeps zum Dr. phil. promoviert. 
Albert war Lehrer für die Fächer Geschichte und Deutsch am Staatlichen Speyer-Kolleg sowie als Studiendirektor Mitglied der erweiterten Schulleitung. Nach der Pensionierung 2012 übernahm er die Chefredaktion der Zeitschrift MünzenRevue.
Seine numismatischen Kenntnisse konnte er beim Aufbau der Numismatischen Bibliothek in Speyer von 1980 bis 1988 einbringen. Von 1988 bis 2016 war Rainer Albert Vorsitzender der Numismatischen Gesellschaft Speyer, seitdem ist er deren Ehrenvorsitzender. Von 1989 bis 1995 war er auch Präsident der Deutschen Numismatischen Gesellschaft, danach bis 2016 deren Vizepräsident. Seit 1996 ist der Kenner und Sammler römischer Münzen Chefredakteur des Numismatischen Nachrichtenblatts (NNB), für das er seit 1977 bereits als Redakteur tätig war. Er ist Verfasser zahlreicher numismatischer Veröffentlichungen, insbesondere zur Medaillenkunde, zur antiken und zur pfälzischen Numismatik. 

## Auszeichnungen
- 2003 Bundesverdienstkreuz am Bande für seine Verdienste und seine ehrenamtliche Tätigkeit in der Deutschen Numismatischen Gesellschaft[6]
- 2004 Vreneli-Preis der World Money Fair für besondere numismatische Leistungen in der Kategorie Klassische Numismatik
- 2019 Eligiuspreis für seine herausragenden Verdienste um die Deutsche Numismatische Gesellschaft als ihr langjähriger Präsident und Vizepräsident, als erfolgreicher Vorsitzender der Numismatischen Gesellschaft Speyer, als Autor und Chefredakteur des Numismatischen Nachrichtenblattes[7]

## Veröffentlichungen (Auswahl)
- Das Bild des Augustus auf den frühen Reichsprägungen. Studien zur Vergöttlichung des ersten Princeps (= Schriftenreihe der Numismatischen Gesellschaft. (Speyer). 21, ZDB-ID 1068787-7). Numismatische Gesellschaft Speyer, Speyer 1981 (Zugleich: Mannheim, Dissertation, 1980).
- als Herausgeber mit Reiner Cunz: Wissenschaftsgeschichte der Numismatik. Beiträge zum 17. Deutschen Numismatikertag 3.–5. März 1995 in Hannover (= Schriftenreihe der Numismatischen Gesellschaft. (Speyer), Bd. 36). Numismatische Gesellschaft Speyer, Speyer 1995.
- Hubertus von Pilgrim. Medaillen. Biering und Brinkmann, München 2002. ISBN 978-3930609345.
- mit Franz Machauer: Fritz Nuss. Medaillen II (= Schriftenreihe der Numismatischen Gesellschaft Speyer, Bd. 47). Numismatische Gesellschaft Speyer, Speyer 2007.
- Vinum in nummis – Reben und Wein auf Münzen und Medaillen. Museum für Weinkultur, Deidesheim 2009 (= Schriften zur Weinkultur, Nr. 22).
- „Ich gieße meine Welt“. Das Medaillenwerk des Pfälzer Künstlers Gernot Rumpf (= Schriftenreihe der Numismatischen Gesellschaft Speyer, Bd. 49). Numismatische Gesellschaft Speyer, Speyer 2009.
- Die Münzen der Römischen Republik. Von den Anfängen bis zur Schlacht von Actium (4. Jahrhundert v. Chr. bis 31 v. Chr.). 2. Aufl. Battenberg Gietl, Regenstauf 2011. ISBN 978-3-86646-072-0 (Katalog für Münzsammler).
- Die Medaillen und Abzeichen der Süddeutschen Münzsammlertreffen 1966–2015 (= Schriftenreihe der Numismatischen Gesellschaft Speyer, Bd. 54). Numismatische Gesellschaft Speyer, Speyer 2015.